# Distretto di Broons
Il distretto di Broons era una divisione territoriale francese del dipartimento delle Côtes-d'Armor, istituita nel 1790 e soppressa nel 1795.
Era formato dai cantoni di Broons, Caulnes, le Gourray, Langourla, Merdrignac, Plénée, Plumaugat e Trémorel.